# Teatres de la Generalitat Valenciana
Teatres de la Generalitat Valenciana (TGV) va ser un ens públic depenent de la Generalitat Valenciana, que tenia per objectiu la creació, promoció i manteniment de la infraestructura de teatre i dansa al País Valencià, així com el foment, promoció i producció de les arts escèniques.
Va ser creat l'any 1994 com a successor de l'Institut Valencià d'Arts Escèniques, Cinematografia i Música (creat, al seu torn, el 1987). A finals de l'any 2012, sent directora Inmaculada Gil-Lázaro, es va anunciar la inclusió de Teatres de la Generalitat en el nou organisme CulturArts, el qual aglutina diversos ens de caràcter cultural del govern valencià.

## Funcions
Segons el decret 36/1994, les funcions de l'ens públic Teatres de la Generalitat Valenciana eren les següents:
- La creació, promoció i manteniment de la infraestructura necessària per al normal desenvolupament de la política cultural de la Generalitat Valenciana en els sectors del teatre i la dansa de la Comunitat Valenciana.
- El foment de les arts escèniques i la promoció de companyies i grups teatrals, així com el desenvolupament i promoció de tota classe d'actuacions teatrals, festivals i certàmens, i el suport a la creativitat escènica i la seva difusió.
- La producció pròpia i coproducció amb altres entitats públiques o privades, amb l'objectiu de millorar quantitativament i qualitativa l'oferta d'espectacles teatrals i de dansa a la Comunitat Valenciana.
- La potenciació de les xarxes de distribució i exhibició, procurant la màxima difusió dels espectacles teatrals i de dansa, en l'àmbit territorial de la Comunitat Valenciana.
- Procurar una programació estable i continuada dels teatres i sales pròpies.
- La cooperació amb altres agents i entitats de desenvolupament cultural en el sector de les arts escèniques, d'àmbit públic o privat, tant nacionals com internacionals.
- La realització de totes aquelles activitats que en general, directament o indirecta, estiguin relacionades amb les funcions anteriors.

### Gestió d'infraestructures
Teatres de la Generalitat Valenciana era l'ens encarregat de gestionar diversos espais teatrals i coreogràfics del País Valencià. En el moment de la seua integració a CulturArts, comptava amb el Teatre Principal de València, el Teatre Rialto, el Centre Coreogràfic de la Generalitat valenciana, així com el Teatre Arniches d'Alacant. Uns mesos abans, havia abandonat la gestió del Teatre Talía de València, que estava en règim de concert. Abans, el 2007 havia tancat les seues portes la Sala Moratín, i el 2009, feia el mateix el Teatre l'Altre Espai.

### Organització de festivals
Teatres de la Generalitat ha organitzat dos festivals, un dedicat al teatre, Sagunt a Escena, i un altre dedicat a la dansa, Dansa València.